# Васильєв Іван Леонтійович
Васильєв Іван Леонтійович (нар. 1 січня 1926, с. Високе, Федоровська волость, Рославльський повіт, Смоленська губернія, РРФСР, СРСР — 31 січня 2012. Мінськ, Білорусь) — радянський військовий діяч, генерал-майор.

## Життєпис
Народився 1 січня 1926 року в селі Високе  (нині Рогнединський район, Брянська область РФ).
Учасник Другої Світової війни.
Закінчив:
- 1948 — Військово-політичне училище імені В. І. Леніна в м Ярославлі
- 1957 — Центральні курси політскладу ім. Ф.Енгельса
- 1963 — ВПА ім. В. І. Леніна (заочно).

З квітня по червень 1972 року — начальник політвідділу, а потім до жовтня 1976 року — начальник ДВВПУ.
З жовтня 1976 року по листопад 1977 року — начальник політвідділу штабу і управлінь Київського військового округу.
З листопада 1977 року по квітень 1980 року — начальник 11-х центральних курсів удосконалення політичного складу, на базі яких навесні 1980 сформував Мінське ВВПОУ і очолював його до осені 1987 року.
Помер 31 січня 2012 року і 2 лютого похований в місті Мінську.

## Нагороди
- 2 ордени Червоної Зірки
- орден «За службу Батьківщині в Збройних Силах СРСР» III ступеня
- медалі[які?]